# Cattasoma
Cattasoma is een vliegengeslacht uit de familie van de dambordvliegen (Sarcophagidae).

## Soorten
- C. festinans Reinhard, 1947
- C. mcalpinei Lopes, 1988
- C. mediocris Reinhard, 1947